# Agrochola krauti
Agrochola krauti är en fjärilsart som beskrevs av Lax. Agrochola krauti ingår i släktet Agrochola och familjen nattflyn. Inga underarter finns listade i Catalogue of Life.